# 益子陶芸美術館
益子陶芸美術館（ましことうげいびじゅつかん）は、栃木県芳賀郡益子町にある陶芸美術館である。
益子町に関係した益子焼と陶芸、そして民藝も扱う町立の複合施設である「陶芸メッセ・益子」の中心となっている美術館である。
1993年（平成5年）6月26日に「陶芸メッセ・益子 陶芸館」として開館した後、2003年（平成15年）、「陶芸メッセ・益子」の博物館登録と共に「益子陶芸美術館」へと改称した。

## 概要
濱田庄司や島岡達三といった益子を代表する陶芸家や、濱田庄司にゆかりのある陶芸家の作品を収集し
、展示している他、国内外の現代陶芸を中心に、年3～4回企画展を開催している。

## 施設
1階：有料エリア
第1展示室・第2展示室
特別展が行われる1階の展示室。
常設展示室
濱田庄司や島岡達三、そしてバーナード・リーチなど、益子焼に貢献した様々な先人たちの作品が常設展示されている。
2階：有料エリア
2階展示室
特別展と同時開催されている小企画展の展示室。
ギャラリー：土器・陶器でたどる益子の歴史
古墳時代から日用陶器製品隆盛時代、そしてに至るまでの「益子と益子焼の陶器の歴史」を綴る展示エリア。
無料エリア：美術館1階北側
第3展示室
入り口入って左奥にある、無料で観覧出来る展示室。
窯業技術支援センター伝習生・研究生の修了作品展や、年に1回行われる益子町の小中学校、高校の陶芸展、、そして「益子国際工芸交流事業」関連の展示など、「益子町と陶芸」に関する様々な展示が行われている。
喫茶サロン・ミュージアムショップ
気に入った益子焼のカップでコーヒーや紅茶が楽しめる、ミュージアムショップ併設の喫茶サロン。
笹島喜平館：益子陶芸美術館と入場券共通
近代日本を代表する木版画家・棟方志功に学び、生涯にわたって白黒の版画を追求した益子町生まれの木版画家・笹島喜平の、独特の「拓刷り」の技法によって摺られた作品や、最初期の木版画を常設展示している。
入場券は益子陶芸美術館と共通であり、美術館が閉館の時は同時閉館となる。
「たわみ」：古郷秀一 作
「笹島喜平館」の庭にある、益子町出身の彫刻家である古郷秀一の初期作品「たわみ」。

## 所蔵陶芸家
濱田庄司の他、主に益子焼陶芸家の作品を収蔵している。また濱田庄司に関係した陶芸家や、益子や「民藝」に関係していた陶芸家、また日本のみならず、バーナード・リーチの他、主に英国の外国陶芸家の作品も収蔵している。

### 常設展示
１階常設展示室で常設展示されている。
- 濱田庄司[5][16][17][18][19][20][21][22]
- バーナード・リーチ[5][23]
- 島岡達三[5][16][18][24][21]
- 加守田章二[5][16][25][18][21][26][27][28]
- 佐久間藤太郎[5][18][21][29]
- 木村一郎[5][16][18][23][21][29]
- 村田元[5][18][21][29]
- 合田好道[5][18][21][29]
- 皆川マス：陶画職人[注釈 1][30]

### 益子焼の陶芸家
- 伊藤信[27][28]
- 香取甫[31][28]
- 菊池昭[27][28]
- ゲルト・クナッパー[27][28]
- 肥沼美智雄[32][27][28]
- 小滝悦郎[25][21][27][28]
- ⽩⽯嶈[27][28]
- 瀬戸浩[5][25][21][27][28]
- 大宮司崇人[33][27][28]
- 高内秀剛[21][27][28]
- 長倉翠子[16][34][21][27][28]
- 成良仁[27][28]
- 濱田篤哉[35]
- 濱田晋作[21][29]
- 廣崎裕哉[5][25][18][21][27]
- 松原直之[27][28]
- 安⽥猛[27][28]
- 吉川水城[5][21][27][28]

### 益子や濱田庄司や民藝に縁がある作家
- 市野茂良[35][29]
- 黒田泰蔵[36][33]
- 近藤悠三[33]
- 瀧田項一[37][29]
- 田村耕一[5][21][29]
- 富本憲吉[16]
- 日下田正：藍染職人[22]
- 舩木研兒[38][29]
- 松林靏之助[23][39]
- 松林佑典[38][39]
- 峯岸勢晃[40][41]
- 棟方志功：版画家[16]
- リーチ・ポタリー（英語: Leach Pottery）製品[29]

### 英国の陶芸家
- エドモンド・ドゥ・ヴァール[23]
- フィル・ロジャース（英語: Phil Rogers (potter)）[33]
- マイケル・カーデュー（英語: Michael Cardew）[29]
- リチャード・バターハム[38]

### その他の陶芸家
- 泉田之也[33]
- 五味謙二[33]
- 戸田浩二[33]
- 美崎光邦[33]

## 関連文献

### 益子陶芸美術館の収蔵品が記載されている文献
- 陶工房編集部 編『やきものの教科書 基礎知識から陶芸技法・全国産地情報まで』誠文堂新光社〈陶工房BOOKS〉、2020年4月24日、125頁。ISBN 9784416620069。